# Взяття Єрихона
Взяття Єрихона — біблійна розповідь про чудесне взяття ханаанського міста Єрихон євреями під проводом Ісуса Навина, яка описана в Книзі Ісуса Навина. З цього епізоду починається біблійна розповідь про завоювання євреями Ханаана.

## У Біблії
У П'ятикнижжі розповідається, як євреї під проводом Мойсея підійшли до річки Йордан у країні Моав, навпроти Єрихона. Після смерті Мойсея в пустелі, Ісусові Навину з'явився Бог і звелів йому очолити народ і разом з ним перейти Йордан до Землі Обітованної: «Кожне місце [в Землі Обітованій], що стопа ноги вашої ступить на ньому, Я дав вам, як Я говорив був Мойсеєві […]. Як був Я з Мойсеєм, так буду з тобою, не залишу тебе й не покину тебе […], бо ти зробиш, що народ цей посяде той Край, що Я присягнув був їхнім батькам дати їм.»
Перш ніж ізраїльтяни перейшли Йордан, Ісус Навин послав двох шпигунів оглянути Землю Обітовану та Єрихон (Єг. 2:1). Місто було оточене високою стіною. Розвідники зупинилися на ніч у блудниці Рахав, чий будинок знаходився на міській стіні. Цар Єрихона, почувши про прибуття в місто чужоземців, вимагав у Рахав видачі шпигунів, щоб покарати їх. Зрозумівши, що ті, хто зупинився в її будинку — розвідники ворожої армії, вона прикрила їх від царя і просила зберегти життя їй та її родині, коли армія увійде до міста. Розвідники дали таку обіцянку, Рахав спустила їх на мотузці через вікно, і вони, ховаючись три дні в горах, згодом повернулися до Ісуса Навина. Погоня з Єрихону так і не змогла знайти їх.
Розвідники повернулися до свого табору, після чого Ісус Навин перевів народ через Йордан навпроти Єрихону, недалеко від гирла. При переході війська через річку вода Йордану обміліла та армія змогла перейти сухим дном річки, після чого води Йордану знову потекли в Мертве море (Єг. 4:18). Ізраїльтяни поставили табір у Ґілґалі, на східному боці від Єрихону.
Перед взяттям Єрихона Ісусу Навину з'явився «вождь Господнього війська» (Єг. 5:13-15) і дав вказівки, як узяти місто: «сім священників нехай несуть сім сурем перед ковчегом; а сьомого дня обійдіть навколо міста сім разів, і священники нехай засурмлять трубами, а народ крикне гучним криком і мур міста впаде» (Єг. 6:1-5). Отримавши це послання від Господа, армія протягом шести днів йшла в обхід навколо міста один раз. На сьомий день військо обійшло місто сім разів, у супроводі священнослужителів, що засурмили в сурми і сталося що той мур впав, а народ увійшов до міста (Єг. 6:14-20).
Перед взяттям міста Ісус накладає на нього закляття: все населення знищили вістрям меча, а срібло, золото, мідь та залізо, виявлені в місті увійшло до Господньої скарбниці. В живих залишилась лише блудниця Рахав та дім її батька. Сам Єрихон був повністю зруйнований та спалений.
Один із воїнів єврейської армії на ім'я Ахан «взяв із заклятого» і цим закляв увесь єврейський народ, тому в наступній битві військо зазнало поразки. Ісус, упавши на обличчя своє на землю перед Господнім ковчегом та молився, незабаром, дізнався від Господа про порушення заборони і Ним же було виявлено цього воїна. У мародера були виявлені золоті та срібні предмети, взяті на руїнах Єрихона, після чого його закидали камінням, а дітей стратили і спинився гнів Божий (Єг. 7:1-26).
Друга частина закляття Ісуса забороняла відновлювати місто (Єг. 6:26). Згідно з деякими тлумаченнями, заборона стосувалася лише відновлення стін. З цього часу він не згадується в біблійних текстах, як заселене місто, і тільки за царювання Ахава якийсь Хіїл порушив закляття і відновив його.

## Історичні відомості
Можливо, легенда про раптове падіння стін міста пов'язана з реальним руйнуванням Єрихона від землетрусу.